# (14322) Shakura
(14322) Shakura est un astéroïde de la ceinture principale.

## Description
(14322) Shakura est un astéroïde de la ceinture principale. Il fut découvert le 22 décembre 1978 à Naoutchnyï par Nikolaï Tchernykh. Il présente une orbite caractérisée par un demi-grand axe de 2,23 UA, une excentricité de 0,14 et une inclinaison de 7,8° par rapport à l'écliptique.

## Compléments